# Äventyraren Thomas Crown (1999)
Äventyraren Thomas Crown är en amerikansk film från 1999 med Pierce Brosnan och Rene Russo i huvudrollerna. Filmen är en nyinspelning av filmen Äventyraren Thomas Crown från 1968.

## Roller
- Pierce Brosnan – Thomas Crown
- Rene Russo –  Catherine Banning
- Denis Leary – kommissarie Michael McCann
- Ben Gazzara – Andrew Wallace
- Mark Margolis – Heinrich Knutzhorn
- Esther Cañadas – Anna Knutzhorn/Knudsen
- Faye Dunaway – Thomas psykiater